# Carthamus creticus
 Carthamus creticus L., 1763) è una pianta erbacea angiosperma dicotiledone appartenente alla famiglia delle Asteraceae.

## Etimologia
Il nome del genere (Carthamus) deriva da un termine arabo: "quartom", "qurtum" o "qurtom" (= zafferano) e si riferisce al colore giallo dei fiori delle piante di questo genere e al concetto in generale di “tingere” derivato da alcune caratteristiche delle sue specie. L'epiteto specifico (creticus = "da Creta") si riferisce alle origini della pianta.

Il binomio scientifico della pianta di questa voce è stato proposto da Carl von Linné (1707 – 1778) biologo e scrittore svedese, considerato il padre della moderna classificazione scientifica degli organismi viventi, nella pubblicazione "Species Plantarum Edition 2: 1163" del 1763.

## Descrizione
L'altezza di queste piante varia da 3 a 6 dm (massimo 18 dm). La forma biologica della specie è terofita scaposa ("T scap"); ossia sono piante erbacee che differiscono dalle altre forme biologiche poiché, essendo annuali, superano la stagione avversa sotto forma di seme, inoltre sono munite di asse fiorale eretto e spesso privo di foglie. Tutta la pianta ha un aspetto spinoso e ghiandoloso.

### Fusto
La parte aerea del fusto è eretta e ramosa; la superficie è biancastra.

### Foglie
Le foglie si dividono in basali, cauline e bratteali; la lamina delle foglie principali ha un contorno 1 – 2 pennato-partito con 3 – 4 paia di segmenti dotati di robuste spine di 7 – 10 mm; la superficie alla base è 3 - 7 venata;
- le foglie basali sono più o meno lirate e raccolte in rosette basali (spesso sono assenti all'antesi);
- le foglie cauline inferiori sono picciolate (il picciolo può essere alato) con contorno 1-2-pennatosetto;
- le foglie cauline superiori sono sessili, patenti e con un portamento più o meno arcuato; sono presenti 3 - 4 paia di segmenti per lato e delle robuste spine lunghe 7 – 10 mm inserite ad angolo retto;
- le foglie bratteali sono più piccole ma in genere superano i fiori e anch'esse spinose; progressivamente sono ridotte nelle squame dell'involucro;

Dimensioni delle foglie: larghezza 6 – 12 mm (minimo 3 mm; massimo 35); lunghezza 30 – 45 mm (minimo 20 mm; massimo 90 mm).

### Infiorescenza
Le infiorescenze sono formate da capolini isolati e all'apice dei rami. I capolini sono formati da un involucro ovoidale composto da diverse brattee (o squame) spinose e intere disposte in modo embricato all'interno delle quali un ricettacolo setoloso fa da base ai fiori. Le brattee esterne sono lunghe il doppio delle medie, e sono ricurve-patenti. Diametro dei capolini: 2 – 3 cm.

### Fiore
I fiori sono tutti del tipo tubuloso (il tipo ligulato, i fiori del raggio, presente nella maggioranza delle Asteraceae, qui è assente), sono tetra-ciclici (sono presenti 4 verticilli: calice – corolla – androceo – gineceo) e pentameri (ogni verticillo ha 5 elementi).
- Formula fiorale:

- /x K {\displaystyle \infty }, [C (5), A (5)], G 2 (infero), achenio

- Calice: i sepali del Calice sono ridotti ad una coroncina di squame.
- Corolla: la corolla è tubulosa con 5 lacinie terminali, è lunga 20 – 30 mm ed è colorata di giallo-pallido o biancastra (a volte sono presenti delle venature rosse o nere); la lacinie della corolla sono papillose.
- Androceo: gli stami sono 5 con filamenti liberi, mentre le antere, bianche con striature violette, sono saldate in un manicotto (o tubo) circondante lo stilo.
- Gineceo: gli stigmi dello stilo sono due divergenti; l'ovario è infero uniloculare formato da 2 carpelli.
- Fioritura: da giugno ad agosto.

### Frutti
I frutti sono degli acheni color marrone con pappo. La forma degli acheni è piramidale. Il pappo è assente nei fiori periferici, altrimenti è formato da squame lineari di vario tipo: quelle più esterne sono brevi; quelle medie possono essere lunghe il doppio dell'achenio; mentre quelle interne (o centrali) tornano ad essere brevi. Dimensioni dell'achenio; larghezza 3,8 – 4,5 mm; lunghezza 5 – 6 mm. Lunghezza del pappo: 1 – 13 mm.

## Biologia
- Impollinazione: l'impollinazione avviene tramite insetti (impollinazione entomogama).
- Riproduzione: la fecondazione avviene fondamentalmente tramite l'impollinazione dei fiori (vedi sopra).
- Dispersione: i semi cadendo a terra (dopo essere stati trasportati per alcuni metri dal vento per merito del pappo – disseminazione anemocora) sono successivamente dispersi soprattutto da insetti tipo formiche (disseminazione mirmecoria).

## Distribuzione e habitat
- Geoelemento: il tipo corologico (area di origine) è "Centro - Mediterraneo".
- Distribuzione: in Italia questa pianta è rara e si trova in Sicilia. Altrove è presente lungo le coste del Mediterraneo.[2]
- Habitat: l'habitat preferito della specie sono gli incolti aridi, gli oliveti e le vigne su argille.

## Tassonomia
La famiglia di appartenenza di questa voce (Asteraceae o Compositae, nomen conservandum) probabilmente originaria del Sud America, è la più numerosa del mondo vegetale, comprende oltre 23.000 specie distribuite su 1.535 generi, oppure 22.750 specie e 1.530 generi secondo altre fonti (una delle checklist più aggiornata elenca fino a 1.679 generi). La famiglia attualmente (2021) è divisa in 16 sottofamiglie.
La tribù Cardueae (della sottofamiglia Carduoideae) a sua volta è suddivisa in 12 sottotribù (la sottotribù Centaureinae è una di queste).
Il genere Carthamus contiene 45 specie, sette delle quali fanno parte della flora spontanea italiana.

### Filogenesi
La classificazione della sottotribù Centaureinae rimane ancora problematica e piena di incertezze. Il genere di questa voce è inserito nel gruppo tassonomico informale "Carthamus Group". La posizione filogenetica di questo gruppo nell'ambito della sottotribù è vicina al "core" della sottotribù e dagli ultimi studi risulta essere più o meno il "gruppo fratello" del genere Centaurea (Centaurea Group).
Il genere Carthamus, con 45 specie, è a capo del gruppo "Carthamus Goup" Lopez Gonzalez, 1990 Questo gruppo è caratterizzato da un habitus erbaceo (raramente arbustivo) con cicli biologici annuali o perenni; la maggior parte delle specie sono ricoperte di spine; le foglie hanno una lamina a contorno pennato (raramente sono intere); i capolini sono omogami; gli acheni hanno delle forme compresse con superficie molto dura è spesso glabra; qualche volta gli acheni sono dimorfi; il pappo è doppio, persistente e qualche volta connato in un anello basale.
La specie  Carthamus creticus  fa parte del gruppo "Carthamus lanatus aggr. " comprendente oltre alla specie di questa voce anche le seguenti due specie:
- Carthamus lanatus L. - Distribuzione: areale mediterraneo
- Carthamus turkestanicus  Popov - Distribuzione: Armenia

Questo gruppo è individuato dai seguenti caratteri:
- le piante hanno un portamento erbaceo annuo con fusti eretti, ramosi e superficie tomentoso-ragnatelosa;
- le foglie inferiori in genere formano una rosetta basale; quelle cauline sono pennatosette e spinose;
- i fiori sono colorati di giallo;
- gli acheni hanno un pappo lungo al massimo come l'achenio.

#### Sinonimi
Questa entità ha avuto nel tempo diverse nomenclature. L'elenco seguente indica alcuni tra i sinonimi più frequenti:
- Carthamus baeticus (Boiss. & Reut.) Nyman
- Carthamus divaricatus  Beg. & Vaccari
- Carthamus lanatus subsp. baeticus  (Boiss. & Reut.) Maire
- Kentrophyllum baeticum  Boiss. & Reut.